# Història antiga de Sicília
La història de Sicília en l'antiguitat és convulsa, donada la posició estratègica de l'illa al Mediterrani. Moltes de les grans potències l'han cobejada: fenicis, carteginesos, grecs, romans en són alguns dels primers pobles invasors coneguts. Aquest article descriu la seva història des de l'antiguitat clàssica fins a l'ocupació àrab i la conquista cristiana a l'alta edat mitjana.
Els primers vestigis de presència humana daten de la fi del Paleolític. Des del Neolític (vers 5000 aC) s'hi troben assentaments amb ceràmica impresa o pintada. Els fenicis foren els primers que van establir factories a la costa siciliana. Aquestes colònies, segons Tucídides, foren força nombroses i se situaven en caps i petites illes, però eren bàsicament punts de comerç més que ciutats establertes. Amb l'arribada dels grecs, els fenicis es van concentrar a la part nord-oest de l'illa amb tres establiments permanents: Mòtia, Panorm i Soluntum o Soloeis. Eren aliats dels elimis. Aquestes colònies van passar a dependre de Cartago a meitat del segle vi aC, quan les ciutats fenícies van passar a Pèrsia. El nom grec de l'illa era Trinàcria, o l'illa amb els tres vèrtexs.

## Colònies gregues

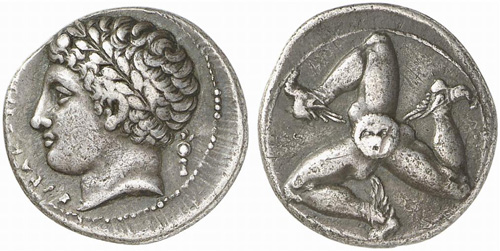
Dracma grega de Sicília del IV aC amb la trinàcria

Les primeres colònies gregues es van establir a meitat del segle viii aC i van seguir-hi durant cent anys. la més antiga sembla que en fou Naxos (735 aC), colònia de Calcis, seguida de Siracusa (734 aC), colònia de Corint. Naxos va fundar dos establiments al cap de poc de temps: Leontins i Catana (vers 730 aC) i Mègara va fundar Mègara Hiblea el 728 aC, entre Siracusa i la futura Messana. Gela fou fundada per rodis i cretencs el 690 aC. Els calcidis van fundar una altra colònia que es va dir Zancle i fou després Messana. Siracusa fundà altres colònies, com Acres o Acrae (664 aC), Casmenes o Casmenae (644 aC) i Camarina (599 ac). Aquesta darrera va fundar una colònia a Agrigent (580 aC) que, tot i ser-ne de les darreres, fou de les més importants. Mègara Hiblea va fundar Selinunt (628 aC), la més occidental, ja limitant amb elimis i cartaginesos. Al nord la ciutat de Zancle va fundar Hímera el 648 aC i per la mateixa època Miles (Mylae). Naxos va fundar dues colònies: Cal·lípolis i Eubea, que no foren importants i van desaparèixer relativament aviat. Les colònies dominaven la costa, els sículs l'interior, i els cartaginesos el nord-oest. Els elimis eren independents en un petit territori a Segesta, igual que ho eren els sicanis.

### Gela
Al segle vi aC les principals ciutats eren Agrigent i Gela, la primera sota el govern de Falaris (570-554 aC). Vers el 500 aC el poder, fins llavors en mans dels oligarques, havia passat als tirans: Panètios a Leontins, Cleandre a Gela, Terilos a Hímera, i Scythes a Zancle. El més afortunat fou Cleandre, a qui va succeir el seu germà Hipòcrates, que va estendre el seu domini sobre bona part de l'illa (Cal·lípolis, Leontins, Naxos, Zancle i Camarina); Siracusa es va salvar per l'ajut de Corint, però el successor d'Hipòcrates, Geló I de Gela, va aconseguir el domini de Siracusa el 485 aC. Geló va descuidar Gela, va destruir Camarina i va dedicar les seves energies a engrandir Siracusa, on va traslladar la meitat dels habitants de Gela, i a tots els de Camarina, Mègara Hiblea i Eubea. Siracusa va esdevenir així la primera ciutat de l'illa.

### Agrigent

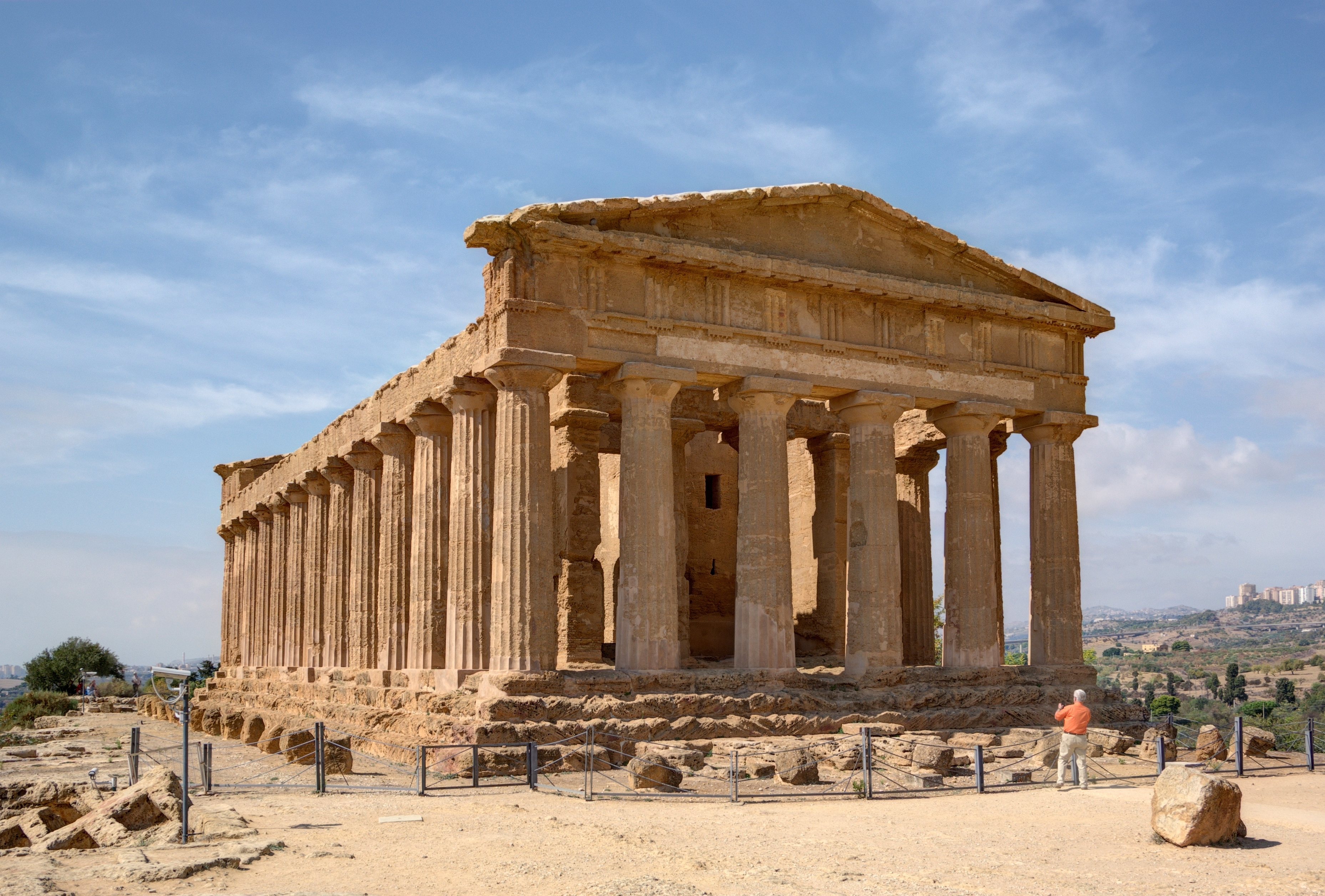
Temple de la Concòrdia d'Agrigent

Mentre el 488 aC Teron (Theron) va prendre el poder a Agrigent i es va apoderar d'Hímera (d'on va expulsar a Terilos el 481 aC), Anàxiles, tirà de Rhegion, va posar peu a l'illa i ocupà Zancle (rebatejada Messana pel seu origen messeni).
Terilos, expulsat d'Hímera, va buscar l'ajut de Cartago, que va enviar una flota sota el comandament d'Hamílcar i va assetjar Hímera. Teron va poder mantenir la ciutat fins que el 480 aC va arribar en ajut seu el tirà Geló de Siracusa, que amb 50.000 soldats va atacar als cartaginesos i els va derrotar al mateix temps que es lliurava la batalla de Salamina a Grècia. Els captius d'Hímera, molt nombrosos, foren repartits com a esclaus per tota l'illa i amb el seu treball es van fer molts edificis públics arreu.

## Hieró I de Siracusa
Geló va deixar el poder al seu germà Hieró I. Va lluitar contra els pirates etruscs aliats als cartaginesos que atacaven Cumes a Itàlia, i els va derrotar completament en una batalla naval (474 aC). L'oposició de les ciutats calcídides, la va resoldre amb l'expulsió dels habitants de Naxos i Catana cap a Leontins, i repoblà Catana amb nous habitants i amb nou nom: Etna (Aetna). Teron d'Agrigent va morir el 472 aC i el va succeir el seu fill Trasideu, que aviat fou expulsat per una revolta popular. A la mort d'Hieró I (467 aC) el poder va passar a Trasibul, la tirania del qual va provocar una revolta que es va produir també a Siracusa i s'estengué a altres ciutats; Trasibul fou expulsat del poder i de l'illa (466 aC).

### Democràcia i emergència dels sículs
El buit de poder va provocar disputes internes a les ciutats, però finalment els problemes foren resolts el 461 aC; els exiliats hi van poder retornar, Camarina fou reconstruïda i els calcídids van poblar Catana, que en recuperà el nom. Va seguir un període de quasi mig segle de pau i prosperitat. En general el sistema democràtic fou substituït per oligarquies. En aquest temps cal esmentar l'actuació del cap dels sículs, el rei Ducetius, que va establir una confederació dels sículs de l'interior i va fundar una nova ciutat anomenada Palica (o Palice), però l'intent es va acabar primer amb la seva derrota a mans dels siracusans (451 aC) i quan va tornar a la costa nord, va morir aviat (445 aC) sense que cap successor n'ocupés el lloc. Moltes ciutats dels sículs van passar a poder dels siracusans i les que van restar independents s'hel·lenitzaren cada vegada més.

### Primera expedició atenenca
El 427 aC els atenencs van enviar una expedició dirigida per Laques i Careades per ajudar les ciutats jòniques i calcídides contra les més poderoses ciutats dòriques. Les operacions d'aquests generals i d'Eurimedon i Sòfocles que els van seguir (425 aC) no foren importats i el 424 aC es va establir una pacificació general en un congrés celebrat a Gela. La pau acordada no va durar i Siracusa va aprofitar els conflictes civils a Leontins per a expulsar els demòcrates i col·locar-hi el partit oligàrquic favorable a Siracusa. El 416 aC la guerra entre Selinunt i Segesta, que ja venia d'antic, es va reprendre.

### Segona expedició atenenca
El següent esdeveniment important fou l'expedició atenenca del 415 aC. Els atenencs foren cridats per Segesta en ajut contra l'atac de Selinunt, i tanmateix pels exiliats de Leontins. Atenes esperava fer-se mestressa de tota l'illa amb certa facilitat. La inactivitat de Nícies, que va donar temps als siracusans a reforçar-se, i altres factors, van suposar el principi del fracàs atenenc; el setge de Siracusa es va iniciar el 414 aC i va seguir fins al setembre del 413 aC; totes les ciutats dòriques donaven suport a Siracusa (menys Agrigent) i les calcídides i Segesta donaven suport a Atenes. La derrota final atenenca donà l'hegemonia a Siracusa i als doris. Però com que Selinunt va continuar atacant a Segesta, aquesta va haver de cridar als cartaginesos que seguien conservant Panormus, Motya, i Soluntum.

### Intervenció cartaginesa
Els cartaginesos van enviar un exèrcit a l'illa dirigit per Hanníbal, net d'Amilcar (mort a Hímera el 480 aC), que va desembarcar a Lilibèon (409 aC) amb cent mil soldats; va assetjar Selinunt, poc preparada per fer front a un exèrcit nombrós i la va ocupar en pocs dies; matà els seus habitants o els vengué com a esclaus, i arrasà la ciutat. Llavors es va dirigir contra Hímera, que també fou conquerida i on també va matar tots els habitants homes i va destruir igualment la ciutat. Hanníbal va retornar llavors a Cartago, que va decidir enviar un nou exèrcit a l'illa (406 aC), encara més gran, i altre cop sota direcció d'Hanníbal. La primera ciutat atacada fou Agrigent; després de vuit mesos de setge es va haver de rendir per la gana i la ciutat fou destruïda.

### Dionis el Vell de Siracusa
El 405 aC Himilcó va succeir a Hanníbal i va avançar cap a Gela. Siracusa estava afectada per dissensions internes; l'intent siracusà de fer aixecar el setge de Gela va fracassar. Els habitants de Gela i de Camarina van fugir a Leontins, que Dionís el Vell de Siracusa, que s'havia imposat en aquesta ciutat, havia pogut fortificar, i Dionís va haver de signar la pau deixant als cartaginesos la meitat de l'illa, incloent-hi Gela i Camarina com a tributàries.
Dionís va tenir llavors com a objectiu primer les ciutats calcídides: Naxos, Catana i Leontins, que va conquerir successivament, així com diverses ciutats dels sículs de l'interior. Va fer importants preparatius per a la guerra reforçant les fortificacions de la ciutat, fins al 397 aC, quan va declarar la guerra a Cartago i va obtenir diverses victòries; els seus exèrcits arribaren fins a la part occidental de l'illa, on va assetjar Mòtia, plaça forta cartaginesa, i la conquerí després d'un llarg setge. El 396 aC Himilcó va arribar a l'illa amb un fort exèrcit, recuperà Mòtia i altres ciutats ocupades per Dionís i va avançar per la costa nord fins a Messana, que va ocupar i destruir. Dionís es va haver de tancar darrere les muralles de Siracusa i se'n salvà només perquè una epidèmia de pesta s'havia declarat entre les forces púniques. Himilcó es va haver de retirar a Àfrica després d'un pacte secret amb Dionís. El 393 aC la guerra es va reprendre, però sense resultats definitius i el 392 aC es va acordar la pau que deixà les coses com estaven al 397 aC.
El 383 aC va tornar a esclatar la guerra; cada part va obtenir la victòria en una gran batalla i altre cop el riu Halicos fou establert com a frontera, línia que es ratificà en posteriors tractats.
Durant el govern de Dionís va desaparèixer Naxos, destruïda pel tirà, i substituïda per Tauromenium; va fundar Tíndaris i Alaesa a la costa nord (la segona fundada pel cap sícul Arcònides) i Lilibèon, al cap de Lilibèon.

### Dionís el Jove de Siracusa
Dionís va governar Siracusa per 38 anys i a la seva mort (367 aC) va transmetre el poder al seu fill, Dionís el Jove, menys competent que el pare. El 357 aC Dion de Siracusa va desembarcar a l'illa amb un grup d'uns centenars de mercenaris i va atreure la revolta als súbdits de Dionís. Aquest va resistir a la fortalesa d'Ortígia, que finalment el seu fill Apol·lòcrates va haver de rendir a Dion, i aquest esdevingué amo de Siracusa (356 aC), però va incomplir les esperances de restabliment de les llibertats i fou assassinat al cap de poc de temps per Cal·lipos, un dels seus oficials (353 aC).
Les revolucions s'hi succeïren fins que el 347 aC va retornar Dionís i es va apoderar d'Ortígia mentre Hicetes I governava a la ciutat. Aquest va demanar ajut als cartaginesos, que assetjaren Ortígia.

### Timoleó
Un partit siracusà, oposat als dos enfrontats, amb l'ajut de Corint, que va facilitar una força de 1.200 soldats, va triomfar i va col·locar al poder Timoleó (344 aC). Ortígia se li va rendir, i quan Magó, el general cartaginès, es va retirar de Siracusa, Timoleó entrà a la ciutat sense resistència (343 aC). Llavors es va establir la democràcia tant a Siracusa com a la resta de ciutats de Sicília, que durant la guerra civil s'havien independitzat. Hicetes va prendre el poder com a tirà a Leontins, Mamercos a Catana, Hippon a Messana, i altres tirans a altres ciutats (Apol·lònia de Sicília, Centúripa i Agírion). Timoleó va atacar aquests tirans i els va enderrocar un darrere l'altre fins a restaurar-hi la democràcia. Una nova invasió cartaginesa fou derrotada al riu Crimisos (340 aC), victòria decisiva que posà fi al perill cartaginès; l'Halicos fou establert una vegada més com a frontera.

### Agàtocles de Siracusa
La democràcia va retornar-hi la prosperitat, però el 317 aC el despotisme va entrar altre cop amb Agàtocles. El seu govern va durar fins al 289 aC i estigué marcat tant per lluites civils com contra els cartaginesos. Primer Agàtocles fou aliat de Cartago per l'establiment del seu poder a Siracusa i després a les altres ciutats. El 310 aC, enfrontat a Cartago, va ser derrotat al riu Hímera prop del cap Ecnomos, pel general Hamílcar; aquesta derrota semblava posar fi al període d'Agàtocles, que va quedar bloquejat a Siracusa. En aquesta situació Agàtocles va tenir la genialitat d'escapar de la ciutat amb el seu exèrcit i presentar-se a Àfrica per fer la guerra a casa mateix de l'enemic, sollevant els númides contra Cartago. Durant la seva absència (310-307 aC) Hamílcar va dominar quasi tot Sicília, però fracassà davant Siracusa i finalment encara fou fet presoner en un atac nocturn, i executat.
Agrigent es va declarar independent i el cap Deinòcrates, al capdavant d'un exèrcit d'exiliats i mercenaris, va dirigir una revolta. Però Agàtocles, al seu retorn (307 aC), va signar la pau amb Cartago, s'alià amb Deinòcrates i va restablir el seu poder a Siracusa massacrant tots els que se li oposaven. Els anys finals (301-289 aC) el seu poder estava fermament establert a Siracusa i bona part de Sicília.

### Pirros de l'Epir a Sicília
A la seva mort i durant uns 20 anys la guerra civil va assolar Sicília. Siracusa va quedar sota govern d'un dèspota anomenat Hicetes II, i Agrigent en mans del tirà Fínties. Aquest darrer va estendre el seu poder sobre diverses ciutats i s'apoderà de Gela, dependent de Cartago, que fou destruïda (i substituïda per una ciutat anomenada Fínties, que fou la darrera ciutat grega fundada a l'illa). El perill cartaginès va obligar les ciutats a demanar l'ajut de Pirros de l'Epir, que era a Itàlia a la Magna Grècia. Pirros va arribar a l'illa el 278 aC quan Fínties ja havia mort i Hicetes dominava Siracusa sense oposició, i així es va poder dedicar a lluitar només contra els cartaginesos. Els seus èxits foren espectaculars, i va conquerir una ciutat rere l'altra; va conquerir també Panorm i va assaltar les fortaleses d'Erecte i Erix (Eryx), però finalment fracassà davant Lilibèon i va abandonar l'illa el 276 aC.

### Hieró II de Siracusa
Sense un líder sicilià en marxar Pirros, els siracusans van nomenar el general Hieró II. Els mamertins assolaven bona part de Sicília des de la seva base de Messana, i moltes ciutats foren saquejades. Hieró els va fer la guerra i finalment els va derrotar decisivament prop de Messana. La ciutat només se'n salvà per la intervenció del general cartaginès Hanníbal. El 270 aC Hieró va assolir el títol reial. Fou aliat cartaginès. Els romans esperaven un pretext per intervenir a Sicília i la demanda d'ajut dels mamertins els donà l'oportunitat que esperaven, i així s'originà la Primera Guerra púnica (264 aC).

### Primera Guerra púnica
La guerra va durar 23 anys. Hieró va patir diverses derrotes contra els romans, però el 263 aC feu un pacte que li deixava la possessió de Siracusa i les dependències d'Acrae, Helorus, Netum, Mègara Hyblaea, Leontini i Tauromenium. Hieró va restar lleial a la seva aliança fins a la mort. Agrigent fou ocupada pels romans el 262 aC i els seus habitants venuts com a esclaus; els cartaginesos la van ocupar el 255 aC, però els romans es van apoderar de Panorm (Panormus) i els cartaginesos quedaren reduïts a Erix, Lilibèon i Drepanum. Lilibèon va desafiar els atacs romans i el seu bloqueig va durar deu anys fins a la destrucció de la flota cartaginesa a les illes Aegates el 241 aC; amb la pau amb Roma les darreres possessions cartagineses a Sicília foren lliurades a Roma.

## Província romana
Tota l'illa va quedar en mans de Roma excepte el Regne de Siracusa, aliat romà. Es va crear la província de Sicília, que fou la primera província romana, sota govern d'un pretor anyal. El 218 aC, en esclatar la Segona Guerra Púnica, el cònsol Semproni fou enviat a l'illa per vigilar una possible invasió d'Àfrica, però va tornar per fer front a Hanníbal. El 215 aC el net i successor d'Hieró, Jerònim de Siracusa, es va passar als cartaginesos. Hierònimos fou assassinat el 214 aC, però els seus successors Adranòdoros, Hipòcrates i Epícides de Siracusa eren favorables també als cartaginesos. Marcel va assetjar la ciutat i com que no la podia prendre la bloquejà (212 aC) i la va conquerir (començaments del 211 aC). Arquimedes, un savi de Siracusa, va fer servir foc grec i altres ginys però no va poder impedir-ne la conquesta.

### Conquestes finals en la Segona Guerra púnica
Mentre altres ciutats gregues s'havien passat als cartaginesos, el 211 aC la guerra encara seguia; el general cartaginès Mutines dominava Agrigent i des allí atacava tota l'illa. Finalment Mutines fou induït a abandonar els cartaginesos i lliurar Agrigent als romans; des de llavors el cònsol Lavini va poder reduir les ciutats revoltades i completà la conquesta el 210 aC.

### La nova província i les revoltes d'esclaus
Aquesta vegada la província de Sicília s'estenia a la totalitat de l'illa. La seva riquesa en gra la feia una peça important per a Roma. Es van crear noves explotacions i es van portar milers d'esclaus, i la població lliure en va disminuir, almenys proporcionalment.
El 135 aC els esclaus es van revoltar. La revolta s'inicià a Enna, a la hisenda de Damòfilos, dirigida per un esclau siri de nom Eunus, però es va estendre a tota l'illa amb 200.000 esclaus revoltats; Eunus va derrotar els exèrcits enviats pels pretors romans i el 134 aC es va haver d'enviar el cònsol Fulvius Flaccus; després de dos anys de lluita, el 132 aC es van poder ocupar les places fortes de Tauromenium i Enna (cònsol P. Rupilius) i finalment la rebel·lió fou dominada. Es va establir una comissió de deu membres dirigida per Rupilius per analitzar les causes de la revolta i la seva magnitud, i es va establir un nou codi de lleis intern de Sicília.
Al cap de menys trenta anys (103 aC) una segona revolta dirigida per Salvius i Athenion va durar tres anys i va rebutjar els exèrcits de tres successius cònsols, fins que M. Aquilius els va derrotar el 100 aC, cosa que demostrava que les mesures preses el 132 aC no foren adequades o suficients. La riquesa en gra va permetre a l'illa recuperar parcialment la prosperitat, almenys aparentment.

### Administració de la província romana de Sicília
La província era governada per un pretor o un propretor assistit per dos qüestors, un resident a Siracusa i un altre a Lilibèon, un per a la part de la província dominada primer i un altre per a la part dominada més tard. Tenia 60 ciutats municipals, de les quals tres eren aliades (Messana, Tauromenium i Netum), és a dir, nominalment independents, cinc eren exemptes de tributs i lliures (és a dir, no pagaven ni estaven sotmeses als magistrats romans), i la resta eren municipis ordinaris que tenien magistrats locals i pagaven una desena part del producte; judicialment tenia alguns convents, però no se'n sap quants, si bé amb seguretat ho eren Siracusa, Agrigent, Lilibèon i Panormus.
El 73 aC en fou nomenat pretor Verres, que hi va governar tres anys. El govern de Verres fou pitjor que totes les guerres, i amb les seves exaccions abusives va provocar la ruïna de milers de propietaris, va saquejar els temples i posà les bases per a la futura pobresa.

### Sicília durant la darrera part de la república
Sicília fou primer partidària de Gneu Pompeu en la guerra civil, però després el pretor Curió la va ocupar amb quatre legions. Juli Cèsar hi va passar de camí cap a l'Àfrica. A la mort de Cèsar va quedar en mans de Sext Pompeu, que controlava la flota i podia desafiar a Octavi. La pau de Misenum li'n va garantir la possessió (39 aC), juntament amb Sardenya i Còrsega, però la victòria final d'Agripa a Nàuloc (36 aC) el va obligar a abandonar l'illa en mans d'Octavi i refugiar-se a l'Orient. Durant el domini de Sext Pompeu les exaccions van tornar a ser freqüents. August va intentar la recuperació de l'illa enviant-hi alguna colònia (Tauromenium, Catana, Siracusa, Thermae, i Tíndaris), però van tenir poc d'efecte. Estrabó descriu l'illa en estat de forta decadència amb poques excepcions. Algunes ciutats van desaparèixer i altres van esdevenir llocs pocs importants, i l'interior va quedar com a terra de pastura i despoblat.

### Sicília durant l'imperi
Sota August Sicília fou una província assignada al Senat romà, governada per un procònsol. Al segle iv va passar a dependre del Vicarius Urbus Romae i la governava un consularis.
Plini esmenta que al seu temps només els habitants de Messana tenien ciutadania romana. Centúripa, Netum i Segesta tenien dret llatí, i la resta (menys les colònies) eren ciutats estipendiàries (tributàries).
Sota l'imperi es parla molt poc de Sicília. En el regnat de Gal·liè es va produir una revolta d'esclaus que sembla reprimida ràpidament. La importància del gra d'Àfrica i Egipte va fer perdre importància al gra de Sicília.

## Alta edat mitjana
Alaric I va intentar creuar a Sicília, però va morir quan era al sud d'Itàlia. Genseric, rei vàndal, que posseïa una flota, pogué envair l'illa i la va dominar per uns anys, però en foren expulsats pels ostrogots, que la van conservar fins que el 535 la va ocupar el general romà d'Orient Belisari, i va romandre en poder de l'Imperi Romà d'Orient fins a la conquesta àrab.
Els àrabs van ocupar Mazara, a l'oest, el 827, i es van apoderar d'Agrigent. Messana fou ocupada el 831, i Panorm el 835. Siracusa no fou ocupada fins al 878. Al segle xi els romans d'Orient van iniciar la conquesta cristiana amb ajut dels normands, però Robert Guiscard el 1061 feu la conquesta de l'illa pel seu compte i al cap d'un temps la va reduir.

## Geografia

### Rius
- Symaethus
- Chrysas
- Adranus
- Acesines (o Asines)
- Hímera (del sud)
- Halycus
- Hypsas
- Anapus
- Cyane
- Motychanus
- Hirminius
- Hipparis
- Oanus
- Gela
- Acragas
- Camicus
- Selinus
- Mazara
- Achates
- Porpax
- Telmessus
- Crimessus o Crimisus
- Orethus
- Eleutherus
- Hímera (del nord)
- Monalus
- Halesus
- Chydas
- Timethus
- Helicon
- Phacelinus
- Melas
- Onobalas
- Acis
- Amenaus
- Terias
- Pantagias
- Alabus
- Cacyparis
- Erineus
- Asinarus
- Helorus

### Ciutats
- Abakainon
- Agatirna
- Agrigent
- Agurion
- Ameselon
- Apol·lònia de Sicília
- Assorus
- Bidis
- Bricínia
- Cal·lípolis
- Camarina
- Catània
- Eketla
- Engyon
- Enna
- Entella
- Erbessos
- Erix
- Etna
- Fínties
- Galària
- Gela
- Halesa
- Halikyai
- Heloros
- Heracleia Minoa
- Herbita
- Hibla Inferior
- Hibla Major
- Hibla Menor
- Hícara
- Hímera
- Himichara
- Hipana
- Iatinion
- Icana
- Ina
- Inykon
- Kalakta
- Kamikos
- Kasmene
- Kentoripa
- Leon
- Leontins
- Lilibèon
- Mactòrion
- Makella
- Mazara
- Menaenum
- Messana
- Miles
- Morgàntia
- Mitístraton
- Mòtia
- Mòtica
- Mòtion
- Naxos
- Nàuloc
- Netum
- Paquinos
- Palica
- Segesta
- Siracusa
- Taormina
- Tíndaris
- Trapani
- Tissa
- Triocala
- Tir
- Zancle